# Rybackij
Rybackij (ros. Рыбацкий) – chutor w Rosji, w obwodzie rostowskim, w rejonie aksajskim. W 2010 liczył 758 mieszkańców.